# Cómo mandarlo todo a la mierda
Cómo mandarlo todo a la mierda es una serie española de comedia dramática creada por Jaime Olías y Pablo Sanhermelando, escrita y dirigida por Jaime Olías, y protagonizada por Naira Lleó, Malva Vela, Gabriel Guevara, Óscar Ortuño, Nadia Al Saidi y Sergi Méndez. Estrenada en HBO Max el 1 de julio de 2022.

## Trama
Alba, una joven a la que le cuesta adaptarse y que lleva poco tiempo en su nuevo instituto, se entera de que el viaje de fin de curso se ha cancelado. Sus planes de escapar de casa se derrumban. Pero por casualidad descubre que un grupo de compañeros tiene un plan perfecto: hacer creer a sus padres que el viaje sigue en pie, robar la furgoneta del hermano de uno de ellos y lanzarse tres semanas a la carretera.

## Reparto completo[2]
- Naira Lleó
- Malva Vela
- Gabriel Guevara
- Óscar Ortuño
- Nadia Al Saidi
- Sergi Méndez
- Juanma Cifuentes
- Mateu Bosch
- Héctor Juezas
- Paula García Sabio
- Pablo Álvarez
- Jaime Olías

## Capítulos
| N.º | Título       | Dirigido por | Escrito por | Fecha de lanzamiento original |
| --- | ------------ | ------------ | ----------- | ----------------------------- |
| 1   | «Episodio 1» | Jaime Olías  | Jaime Olías | 1 de julio de 2022            |
| 2   | «Episodio 2» | Jaime Olías  | Jaime Olías | 1 de julio de 2022            |
| 3   | «Episodio 3» | Jaime Olías  | Jaime Olías | 1 de julio de 2022            |
| 4   | «Episodio 4» | Jaime Olías  | Jaime Olías | 1 de julio de 2022            |
| 5   | «Episodio 5» | Jaime Olías  | Jaime Olías | 1 de julio de 2022            |
| 6   | «Episodio 6» | Jaime Olías  | Jaime Olías | 1 de julio de 2022            |

## Producción
Cómo mandarlo todo a la mierda fue anunciada por primera vez mediante un teaser trailer el 17 de mayo de 2022, como una serie producida por Boomerang TV para HBO Max. Está creada por el actor Jaime Olías, quien también ejerce como el guionista y director de todos los capítulos, junto a Pablo Sanhermelando, quien también ejerce de productor ejecutivo.

## Lanzamiento
El 13 de junio de 2022, HBO Max anunció que Cómo mandarlo todo a la mierda se estrenaría en la plataforma el 1 de julio de 2022.